# 松村キサラ
松村 キサラ（まつむら キサラ、2003年7月21日 - ）は、日本の女優、ファッションモデル。静岡県出身、ケイダッシュグループのピーチ所属。

## 来歴
2003年7月21日静岡県生まれ。オーディションを経て芸能事務所ケイダッシュグループのピーチに所属。出身は静岡県となっているが、インスタライブなどで小さい頃は神奈川県横浜市に住んでいたと話している。
2019年4月、日本テレビ『俺のスカート、どこ行った?』に湯浅楓役レギュラーでデビュー。
2020年2月、たやのりょう一座 第4回公演「ストリッパー物語」直子役で初舞台出演。
2021年6月～、『今日、好きになりました。』に2クール連続出演。
2021年9月、『美少女戦士セーラームーン かぐや姫の恋人』に木野まこと/セーラージュピター役で初ミュージカル出演。
2021年10月5日、日本テレビ系列『超無敵クラス』出演。

## 人物
- 趣味はシャンプーの香りの嗅ぎ分け、ASMR動画を見ること、読書[1]。
- 特技はジャズダンス（K-POPのダンスの完コピ）[1]。
- 座右の銘はリンカーンの名言「準備しておこう。チャンスはいつか訪れるものだ。」[2]

## 出演

### 情報番組
- めざましテレビ「イマドキ」（2022年4月 - 2025年3月、フジテレビ）[8][9][10]

### テレビドラマ
- 俺のスカート、どこ行った?（2019年4月20日 - 6月22日、日本テレビ） - 湯浅楓 役[11][12]
- だが、情熱はある 第3話 - 第5話・第8話（2023年4月23日 - 5月7日・28日、日本テレビ） - 寺川愛 役

### 配信ドラマ
- 覆面D（2022年10月15日 - 11月26日、AbemaTV） - 小川尚子 役[13][14]
- 恋愛バトルロワイヤル（2024年8月29日、Netflix） - 北川莉子 役[15]

### 短編映画
- いにしえファーストラブ（2024年10月19日、渋谷・ユーロライブにて上映） - 高城百合 役[16]

### バラエティ番組
- 超無敵クラス（2021年10月5日・12日、日本テレビ）[7]
- あざとくて何が悪いの?（2024年5月2日、テレビ朝日）[17]

### イベント
- 関西コレクション（京セラドーム大阪）
  - 2022A/W（2022年8月4日）[18]
  - 2023S/S（2023年3月4日）[19]
  - 2024S/S（2024年3月20日）[20]
- SDGs推進 TGC しずおか 2023 by TOKYO GIRLS COLLECTION（2023年1月14日、ツインメッセ静岡）[21]

### 舞台
- たやのりょう一座 第4回公演「ストリッパー物語」（2020年2月19日 - 26日、東京・木馬亭） - 直子 役[22]
- 美少女戦士セーラームーン - 木野まこと / セーラージュピター 役[6]
  - 美少女戦士セーラームーン かぐや姫の恋人（2021年9月3日 - 12日、天王洲 銀河劇場）[23]
  - 美少女戦士セーラームーン 30周年記念 Musical Festival -Chronicle-（2022年11月17日 - 20日、品川プリンスホテル ステラボール）[24]
  - "Pretty Guardian Sailor Moon" The Super Live北米ツアー[25]
  - “Pretty Guardian Sailor Moon” The Super Live（2025年10月9日 - 13日〈予定〉、サンシャイン劇場）[26]
- 獅子の如く～戦国湯舟評定～（2021年12月22日 - 27日、六行会ホール） - 菊 役[27]
- ホテル モントブランク 2024（2024年10月9日 - 13日、俳優座劇場）[28]

### ウェブテレビ
- 今日、好きになりました。（AbemaTV）
  - 霞草編（2021年6月14日 - 7月19日）[4]
  - 向日葵編（2021年7月26日 - 9月6日）[5]
  - 今日好き部 文化祭プロジェクト（2021年8月2日 - 10月4日）
  - 卒業編2022（2022年2月21日 - 3月28日）[29]
- ふたりで旅に出ませんか?（2022年3月23日 - 3月30日、AbemaTV）[30]
- ハイティーン・バイブル #15・#16（2024年7月8日・15日、ABEMA）[31]

### CM
- ロート製薬「TONE my LIP」ABEMA限定CM[32]

### アパレル
- titty&Co.PETIT × 松村キサラ collaboration item[33]
- PIKO KAILA 松村キサラ コラボアイテム[34]

### 広告
- ヴィエリス「キレイモ」（2021年3月）
- マイクロソフト「Surface for Education カタログ」[1]
- UQ mobile「UQ応援割U18&家族」[35]
- 花王　Essential THE BEAUTY（エッセンシャル ザ ビューティ）「＃あしたからどんな髪で生きようか」プロジェクト[36]

## 書籍

### デジタル写真集
- 【デジタル限定】松村キサラ写真集「今日、彼女の愛猫になりました。」（2023年7月10日発売、集英社）[37]
- 【デジタル限定】松村キサラ写真集「gently innocence」（2023年11月22日発売、集英社）[38]

### 雑誌
- LARME（2021年秋号 050号）[39]
- LARME（2022年冬号 051号）[40]
- LARME（2022年春号 052号）[41]
- CanCam（2022年02月号）[42]
- 通販カタログ「Cupop School」2022進学・進級準備号[43]
- Ray（2022年12月号、主婦の友社）
- 週刊プレイボーイ（2023年7月31日号No.30&31、集英社）[44]
- 週間ヤングジャンプ（2023年11月22日号No.52特大号、集英社）[45]